# Чорний Черемош

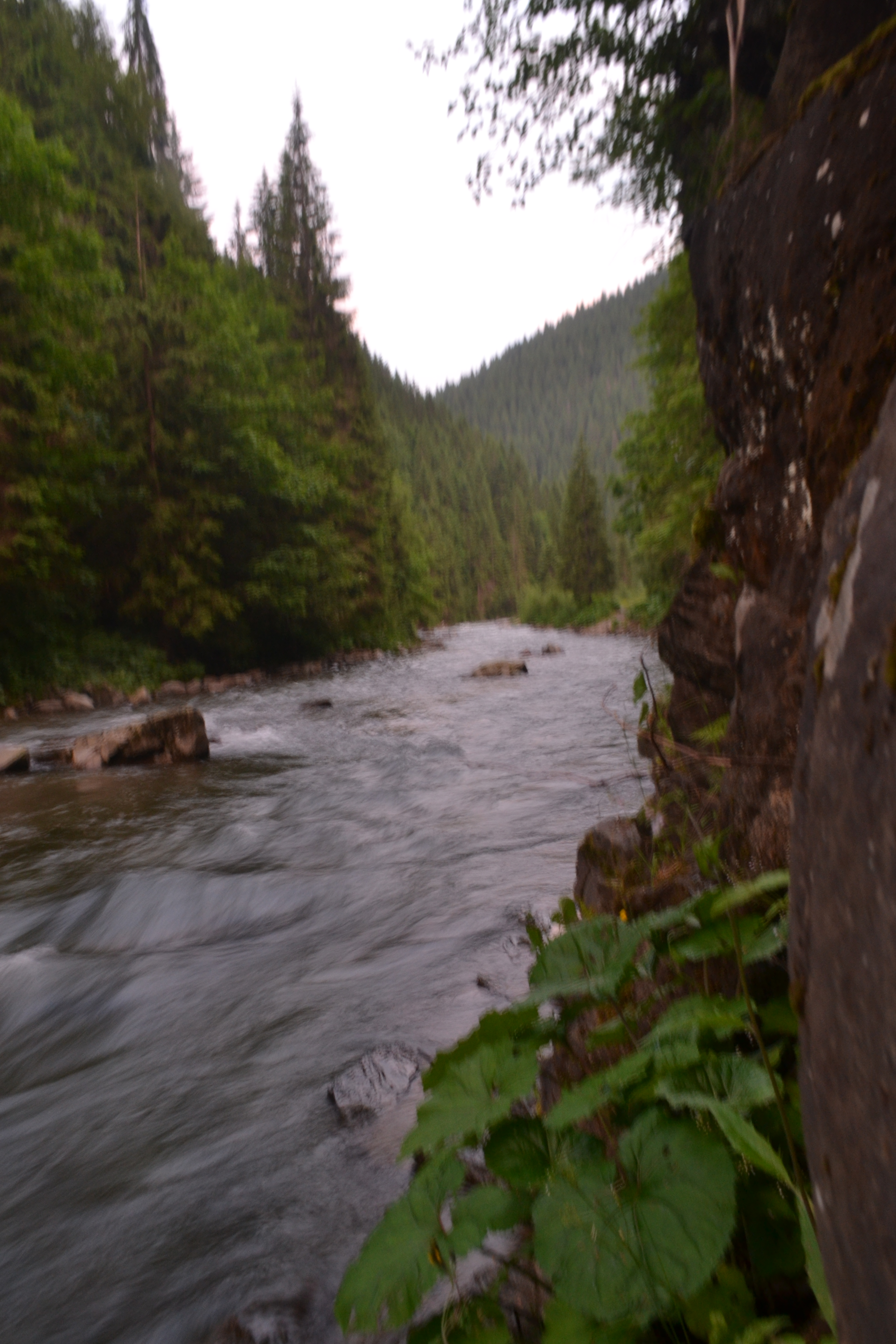
Скелі навколо Чорного Черемоша біля села Буркут

Чо́рний Чере́мош — річка в Українських Карпатах (на Гуцульщині), що протікає в межах Верховинського району Івано-Франківської області. Лівий витік Черемошу (разом з Білим Черемошем дають початок Черемошу). Належить до басейну Дунаю.

## Загальна характеристика
Довжина 87 км, площа водозбірного басейну 856 км². Похил річки 14,0 м/км. Долина V-подібна, подекуди ущелиноподібна, завширшки 100—200, до 950 м (у межах Верховинсько-Путильського низькогір'я). Вузька мальовнича долина зі стрімкими схилами, вкритими густими лісами. На окремих ділянках у нижній течії трапляються тераси, є навіть невелика заплава завширшки 50—60 м; біля смт Верховини до 300—500 м. На річці чимало перекатів і порогів різної складності. Береги на значному протязі укріплені. Використовується на водопостачання, водний (сплавний) туризм, рекреацію.

## Гідрологічний режим
Типово гірська річка. Живлення мішане з переважанням дощового і снігового. Льодові явища з кінця грудня до початку січня, скресає у 2-й половині березня; льодостав нестійкий. Річище помірно звивисте, завширшки 20—30 м (найбільша — 45 м); під час межені 15—20 м. Пороги з падінням води 0,5—1,6 м. Глибина коливається 0,2—0,4 м у верхів'ях, до 1 м у нижній течії. Середня швидкість течії 0,8—1,2 м/с. При максимально високих рівнях води ширина річища збільшується до 50—80 м, а швидкість до 5—6 м/с. Середньорічна витрата води за багаторічний період у гирлі становить 18 м³/с. Екстремальна кількість витрати води коливається від 1 м³/с під час межені до 1 100 м³/с під час паводків. Гідрологічний пост біля смт Верховина працює з 1958 року.

## Розташування
Чорний Черемош бере початок на південному сході від села Буркут, на північно-східних схилах Чивчинських гір, які є частиною Мармароського масиву Українських Карпат. У верхів'ях має північно-західний та північний напрямок, а після гирла Дземброні повертає на схід.
Річка є природною межею кількох гірських масивів Українських Карпат. У верхній течії вона відмежовує Чивчинські гори від Гринявських гір, у середній течії — Чорногору від Гринівських гір. Пониззя річки розташоване у Верховинсько-Путильському низькогір'ї; тут вона відмежовує Покутсько-Буковинські Карпати від Гринявських гір.

## Притоки
Чорний Черемош приймає багато приток. 
Праві: Людовець, Гнилець, Змянки, Петрин, Хараль, Жаб'ївська, Річка
- Датницький — потік у селі Зелене Верховинського району.[1]

Ліві: Шибений, Дземброня, Бистрець, Ільця, Бережниця
Витоки річок Шибений, Дземброня, Бистрець та Ільця розташовані на схилах Чорногори, де сніг може лежати навіть до кінця червня, а влітку випадає багато дощів. Тому від гирла Дземброні річка Чорний Черемош сплавна усе літо.

## Населені пункти
Населені пункти над річкою від витоків до гирла: Буркут, Явірник, Зелене, Топільче, Красник, Ільці, смт Верховина, Криворівня, Верхній Ясенів, Рівня, Устеріки.

## Туризм та відпочинок
Рафтинг на Чорному Черемоші — екстремальний відпочинок у Карпатах, доступний переважно з квітня до жовтня.
Навесні рівень води у Чорному Черемоші зростає завдяки талому снігу, що сходить з гір. Однак сприятливі для рафтингу періоди трапляються і влітку під час сильних та довготривалих опадів. Слідкувати за рівнем річок в Україні можна за допомогою спеціальної мапи «Гідрологічна ситуація у пунктах спостережень».

Річка Чорний Черемош на ділянці с. Дземброня — с. Красник (10 км) є гарантовано придатною для сплавів у будь-який теплий сезон. Саме цим і зумовлена найбільша її популярність серед шанувальників активного відпочинку на білій воді. Цей відтинок охоплює такі пороги, як Дземброня, Дідів Лікоть, Біла Кобила, Гучок (або Малий Гук), Гук. 

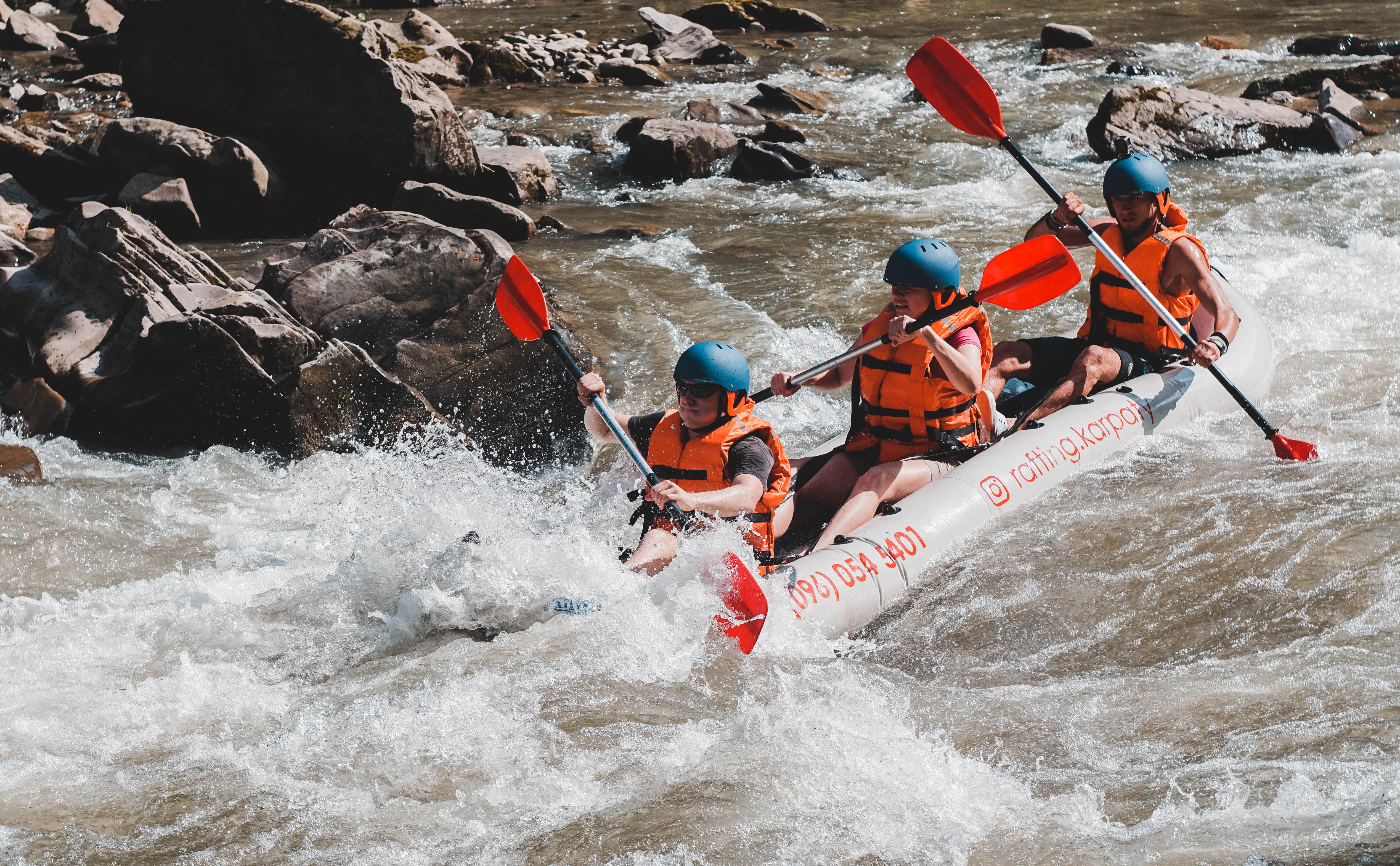
Сплав на надувній 3-х місній байдарці по Чорному Черемошу

Пороги Чорного Черемошу зараховують до ІІ — ІІІ категорії складності. При середньому рівні фізичної підготовки та проходженні коротких навчань і тренувань навіть люди без досвіду можуть здійснити самостійний сплав на надувних маломірних човнах (1-, 2- і 3-місних надувних каяках).
Зазвичай, для рафтингу Чорним Черемошем використовують 6-8-місні рафти, надувні каяки (одно-, дво- чи тримісні), а також туристичні катамарани  (дво-, чотири- й шестимісні). Для людей, які мають належний досвід і підготовку, доступні сплави на поліетиленових white water каяках.
Сплав на Чорному Черемоші вимагає використання спеціальних засобів безпеки та спорядження: жилети, шоломи, весла та одяг для сплаву.
Вибір одягу для рафтингу чи каякінгу залежить від температури повітря та води, а також човна. Оптимальним варіантом для сплавів гірськими річками в Україні вважаються неопренові комбінезони, шкарпетки та рукавиці для захисту від переохолодження та дрібних ушкоджень, що можливі у разі падіння у воду, перевертання човна чи самосплаву.

## Галерея

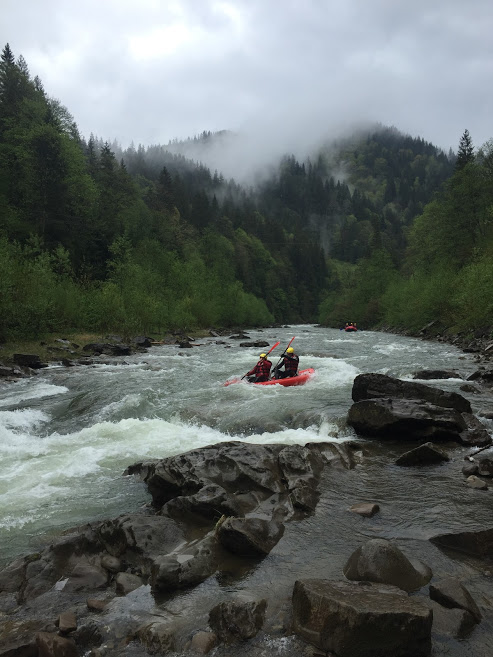
Сплав на надувній байдарці по Чорному Черемошу. Травень 2020